# Ерик Далберг
Ерик Далберг (10. октобар 1625 – 16. јануар 1703) је био шведски војсковођа, фортификатор и архитекта.

## Биографија
Истакао се 1658. године организацијом преласка шведске војске преко замрзнуток Великог и Малог Белта, а 1701. године преласком Двине у Северном рату. Утврдио је Ригу, Малме, Талин и друге градове. Назван је шведским Вобаном. У почетку је био присталица холандске фортификацијске школе, затим француске, а на крају је изградио сопствени систем који се одликовао већом применом кула и казамата ради сигурније заштите артиљерије. Познато је Далбрејево дело о топографији Шведске: Suecia antique et hodierna (Стокхолм 1716).